# 홍순창
홍순창(洪淳昌, 1947년 6월 14일 ~ )은 대한민국의 배우이다.

## 이력
1967년 연극배우 첫 데뷔하였고 1973년 MBC 문화방송 공채 6기 탤런트로 정식 데뷔하였다.
신장은 162cm이며, 배우 한인수, 현석, 박윤배와는 서라벌고등학교 동기 동창이다. 또한 박윤배와는 MBC 공채 6기 탤런트 동기이고 한인수, 현석의 MBC 공채 탤런트 1기수 후배이기도 하다.

### 학력
- 서라벌고등학교 졸업

#### 비학위 수료
- 광운대학교 경영대학원 최고경영자과정 수료

## 출연작

### 텔레비전 드라마
- MBC《수사반장》(1973)
- MBC《113 수사본부》(1973)
- MBC《X 수색대》(1978)
- MBC《사랑의 계절》(1979)
- MBC《거인의 숲》(1979)
- MBC《소망》(1979)
- MBC《최후의 증인》(1979)
- MBC《홍변호사》(1980)
- MBC《전원일기》 (1980 ~ 2002) ... 최만순(섭이 아버지) 역, 박응춘(박응삼의 사촌 남동생) 역 828화 <형사 콜롬보>편

식당 주인 아저씨 역 등으로 각종 단역
- MBC《제1공화국》(1981~1982) ... 김학규 역
- MBC《남강 이승훈》(1982)
- MBC《뿌리깊은 나무》(1983)
- MBC《3840 유격대》(1983~1984)
- MBC《간난이》(1983~1984)
- MBC《설중매》(1984~1985) ... 이자건 역
- MBC《조선총독부》(1984)
- MBC《두 형사》(1984)
- MBC《잃어버린 이름》(1985)
- MBC《갯마을》(1985~1987)
- MBC《억새풀》(1985)
- MBC《백발의 청춘》(1985)
- MBC《야호》(1987)
- MBC《아름다운 밀회》(1987)
- MBC《갈 수 없는 나라》(1987)
- MBC《퇴역전선》(1987)
- MBC《선생님 우리 선생님》(1988)
- MBC《또래와 뚜리》(1988 ~ 1989)
- MBC《인간시장》(1988)
- MBC《대검자》(1988)
- MBC《철새》
- MBC《백범일지》(1989)
- MBC《수난 2대》(1989)
- MBC《제2공화국》(1989~1990) ... 장경근 역
- MBC《완장》(1989)
- MBC《서울 시나위》(1989)
- MBC《꼴찌 수색대》(1990)
- MBC《대원군》(1990) ... 홍계훈 역
- MBC《나의 어머니》(1990)
- MBC《반민특위》(1990) ... 김덕기 역
- MBC《말로만 중산층》(1991)
- MBC《내 마음은 호수》(1991) ... 윤병우 화백 역
- MBC《여명의 눈동자》(1991) ... 이사키 역
- MBC《동의보감》(1991)
- MBC《일출봉》(1992)
- MBC《제3공화국》(1993) ... 주요한 역
- MBC《일지매》(1993)
- MBC《파일럿》(1993)
- MBC《야망》(1994)
- MBC《우리들의 천국》(1994) ... 홍원식 역
- MBC《최승희》(1995)
- SBS《임꺽정》(1996)
- MBC《미망》(1996)
- MBC《그대 그리고 나》 (1997)
- MBC《허준》(1999) ... 문 대감 역
- KBS2《소설 목민심서》(2000)
- MBC《황금시대》(2000)
- MBC《홍국영》(2001) ... 내관 역
- MBC《인어아가씨》(2002 ~ 2003) ... 조수아의 스승 패션디자이너 롤랑 박 역
- KBS2《태양인 이제마》(2002)
- SBS《야인시대》(2002 ~ 2003) ... 상인 역
- SBS《대망》(2002)
- MBC《영재의 전성시대》(2005 ~ 2006)
- MBC《영웅시대》(2004) ... 조선관 장서방 역
- MBC《주몽》(2006 ~ 2007) ... 진중문 역
- SBS《연개소문》(2006 ~ 2007) ... 심숙안 역
- MBC《거침없이 하이킥!》(2006 ~ 2007) ... 풍파고등학교 교감 역
- SBS《조강지처 클럽》(2008) ... 백원만 역
- MBC《흔들리지마》(2008) ... 이봉필 역
- KBS《남자 이야기 (2009년 드라마)》(2009) ...  父 역
- SBS《녹색마차》(2009) ... 현숙 父 역
- KBS《남자 이야기》(2009) ... 김신 父 역
- MBC《지붕뚫고 하이킥!》(2009 ~ 2010) ... 풍파고등학교 교장 역
- KBS2《국가가 부른다》(2010)
- MBC《하이킥! 짧은 다리의 역습》(2011 ~ 2012) ... 지나고등학교 교감 역
- SBS 《드라마의 제왕》(2012 ~ 2013) ... 최필성 역 (특별출연)
- TV조선《이것은 실화다》(2016)
- MBN & iHQ DRAMA《최고의 치킨》(2019) ... 부동산 역
- JTBC《나의 나라》(2019)
- tvN《해피니스》(2021) ... 김학제 역

### 영화
- 《공공의 적》(2002) ... 교통계장 역
- 《동해물과 백두산이》(2003) ... 파출소장 역
- 《날아라 허동구》(2007) ... 교장 선생님 역
- 《청담보살》(2009) ... 한강 점집 노인역

### 기타
- EBS 《굿모닝 실버》